# Ciclisme als Jocs Olímpics d'estiu de 1908

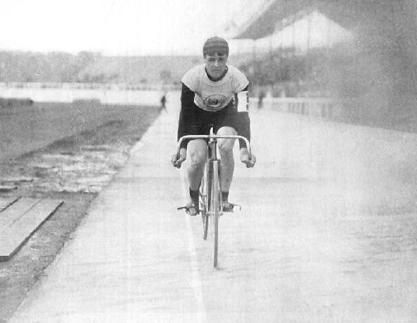
Benjamin Jones, vencedor de 2 medalles d'or i una de plata als Jocs Olímpics de Londres

Als Jocs Olímpics de 1908 realitzats a la ciutat de Londres es realitzaren set proves de ciclisme en pista, totes elles en categoria masculina. Les proves es realitzaren en una pista de 660 iardes al White City Stadium.

## Nacions participants
Hi participaren 97 ciclistes d'11 nacions:
| - Bèlgica (6) - Canadà (5) - França (23) - Grècia (1) - Imperi Alemany (9) - Itàlia (4) | - Països Baixos (5) - Regne Unit (36) - Sud-àfrica (4) - Suècia (2) - Estats Units (2) |

## Resum de medalles
| Prova                         | Or                                                                        | Argent                                                            | Bronze                                                                   |
| 660 iardes detalls            | Victor Johnson                                                            | Emile Demangel                                                    | Karl Neumer                                                              |
| 5.000 metres detalls          | Benjamin Jones                                                            | Maurice Schilles                                                  | André Auffray                                                            |
| 20 km detalls                 | Clarence Kingsbury                                                        | Benjamin Jones                                                    | Joseph Werbrouck                                                         |
| 100 km detalls                | Charles Bartlett                                                          | Charles Denny                                                     | Octave Lapize                                                            |
| 1.000 m esprint detalls       | Sense medallistes, se sobrepassà el temps límit establert                 | Sense medallistes, se sobrepassà el temps límit establert         | Sense medallistes, se sobrepassà el temps límit establert                |
| 2.000 m tàndem detalls        | França André Auffray Maurice Schilles                                     | Regne Unit Frederick Hamlin Horace Johnson                        | Regne Unit Colin Brooks William Isaacs                                   |
| persecució per equips detalls | Regne UnitBenjamin Jones Clarence Kingsbury Leonard Meredith Ernest Payne | Imperi AlemanyMax Götze Rudolf Katzer Hermann Martens Karl Neumer | Canadà William Anderson Walter Andrews Frederick McCarthy William Morton |

## Medaller
| Posició | País           | Or | Argent | Bronze | Total |
| 1       | Regne Unit     | 5  | 3      | 1      | 9     |
| 2       | França         | 1  | 2      | 2      | 5     |
| 3       | Imperi Alemany | 0  | 1      | 1      | 2     |
| 4       | Bèlgica        | 0  | 0      | 1      | 1     |
| 4       | Canadà         | 0  | 0      | 1      | 1     |